# Куковійт
Куковійт (жем.: Kukovīts; перша пол. XIII ст.) — літописний литовський князь, син князя Живинбуда з династії Палемоновичів. Союзник короля Руси і Великого князя Литовського Шварна Даниловича, деякий час був намісником Берестейського удільного князівства.

## Життєпис
Згідно з однією з редакцій легенди про Палемоновичів, литовський і жемантійський князь Куковійт був старшим син Гімбута (Живинбуда). Його сином був князь Утеніс, онуком князь Свинторіг. Куковійт був посланий Живинбудом на допомогу Великому князю Шварну та князю Скирмунту проти Луцького князя Мстислава Даниловича під час боротьби за Берест, Мельник, Городно та Новогрудок. 
У білорусько-литовських літописах також збереглися відомості про боротьбу Великого князя Литовського Шварна Даниловича і його старшого брата Лева Даниловича за
землі та владу. 
Традиція приписує Куковійту запровадження культу померлих князів та встановлення ідолів у священних гаях. Першим ідолом був ідол, встановлений Куковійтом на згадку про свою матір — Пояту. Пізніше, після смерті батька біля річки Швентої поблизу Делтуви його син Утеніс спорудив пам’ятник (ідол) на честь Куковійта. На місці встановлення ідолів виріс гай, який став місцем поклоніння та здійснення обрядів.